# Аллахвердиев, Рафаэль Ханали оглы
Рафаэль Ханали оглы Аллахвердиев (азерб. Rəfael Xanəli oğlu Allahverdiyev; 9 мая 1945, Баку — 11 января 2009, Баку) — глава Исполнительной власти города Баку (1993—2000). Депутат Милли Меджлиса Азербайджана I, II созыва.

## Биография
Родился 9 мая 1945 года в Баку. Окончил факультет журналистики Московской академии общественных наук и факультет внешнеэкономических связей Западного университета (Баку).
Получил степень магистра делового администрирования.
В 1971—1983 годах работал в ЦК Коммунистической партии Азербайджана. В 1983—1988 годах являлся первым секретарем Наримановского районного комитета партии г. Баку.
Является одним из основателей партии «Ени Азербайджан». Был заместителем председателя партии «Ени Азербайджан».
Глава исполнительной власти города Баку (1993—2000).
Избирался депутатом Милли Меджлиса Азербайджана первого и второго созывов от Наримановского второго избирательного округа № 25.
Являлся членом Постоянной комиссии по региональным делам Милли Меджлиса.
С 2004 года жил в Швейцарии. Ушёл из жизни 11 января 2009 года в Баку.